# Farmington River (Connecticut River)
Der Farmington River ist ein rechter Nebenfluss des Connecticut River im Hartford County des US-Bundesstaats Connecticut.

## Flusslauf
Der Farmington River entsteht am Zusammenfluss seiner beiden Quellflüsse East Branch und West Branch Farmington River südöstlich von New Hartford. Er fließt anfangs in südsüdöstlicher Richtung an Collinsville und Unionville vorbei. Bei Farmington macht der Fluss eine scharfe Kehre nach Norden und passiert die Kleinstadt Avon. Bei Tariffville vollführt der Farmington River erneut eine scharfe Kehre nun nach Südosten. Der Fluss fließt im Unterlauf in überwiegend östlicher Richtung und trifft bei Windsor auf den Connecticut River. Der Farmington River hat eine Länge von 75 km. Mit einem Einzugsgebiet von 1580 km² gehört der Farmington River zu den größten Nebenflüssen des Connecticut River.
Etwa 22,5 km des West Branch Farmington River sowie knapp 2 km des Farmington River unterhalb des Zusammenflusses seiner beiden Quellflüsse bis zur Stadtgrenze zwischen New Hartford und Canton sind als National Wild and Scenic River ausgezeichnet.